# Ngäbe-Buglé
| Ngäbe-Buglé                         | Ngäbe-Buglé                                 |
| ----------------------------------- | ------------------------------------------- |
| Drapelul teritoriului Ngäbe-Buglé   |                                             |
| Informații generale                 |                                             |
| Nume nativ                          | Comarca Ngäbe-Buglé                         |
| Țară                                | Panama                                      |
| Fondare                             | 7 martie 1997                               |
| Orașe                               |                                             |
| - Capitală                          | Chichica (5.368 loc.)                       |
| - Coordonate                        | 8°46′11″N 81°44′02″V / 8.76972°N 81.73389°V |
| Suprafață                           |                                             |
| - Suprafață totală                  | 6.959,00 km2                                |
| Cel mai înalt punct                 | Cerro Chorcha (2.238 m)                     |
| Subdiviziuni                        |                                             |
| - Districte                         | 7                                           |
| - Corregimiente                     | 58                                          |
| Populație                           |                                             |
| - Totală                            | 156.747                                     |
| - Densitate                         | 22,5 loc./km2                               |
| Fus orar                            | UTC−5                                       |
| ISO 3166-2                          | PA-NB                                       |
| Amplasarea de Ngäbe-Buglé în Panama |                                             |

Ngäbe-Buglé este un teritoriu al Republicii Panama și se află în nord-estul a țării. Teritoriu are o suprafață de 2.340,73 km2 și o populație de peste 156.000 de locuitori. În teritoriul trăiește poporul indigen Guaymí (Ngäbe și Buglé).
Teritoriul a fost fondat pe 3 martie 1997 din părți ale provinciilor Bocas del Toro, Chiriquí și Veraguas.
În 2010 numele al teritoriului a fost schimbat din Ngöbe-Buglé în Ngäbe-Buglé. 

## Geografie
Teritoriul Ngäbe-Buglé se învecinează la nord-vest cu provincia Bocas del Toro, la nord cu Marea Caraibilor, la est cu provincia Veraguas, și la sud și sud-vest cu provincia Chiriquí. Capitala este Chichica cu peste 5.000 de locuitori.

## Districte
Teritoriul Ngäbe-Buglé este împărțită în șapte district (distrito) cu 58 corregimiente (corregimientos; subdiviziune teritorială, condusă de un corregidor).
| District              | Corregimient | Cabecera (Reședință) |
| --------------------- | --- | -------------------- |
| Districtul Besikó     | Soloy, Boca de Balsa, Camarón Arriba, Cerro Banco, Cerro de Patena, Emplanada de Chorcha, Nämnoni, Niba                | Soloy                |
| Districtul Kankintú   | Bisira, Büri, Guariviara, Guoroni, Kankintú, Mününi, Piedra Roja, Tuwai, Man Creek                                     | Bisira               |
| Districtul Kusapín    | Kusapín, Bahía Azul, Calovébora o Santa Catalina, Loma Yuca, Río Chiriquí, Tobobe, Valle Bonito                        | Kusapín              |
| Districtul Mironó     | Hato Pilón, Cascabel, Hato Corotú, Hato Culantro, Hato Jobo, Hato Julí, Quebrada de Loro, Salto Dupí                   | Hato Pilón           |
| Districtul Müna       | Chichica, Alto Caballero, Bakama, Cerro Caña, Cerro Puerco, Krüa, Maraca, Nibra, Peña Blanca, Roka, Sitio Prado, Ümani | Chichica             |
| Districtul Nole Düima | Cerro Iglesias, Hato Chamí, Jadaberi, Lajero, Susama                                                                   | Cerro Iglesias       |
| Districtul Ñürüm      | Buenos Aires, Agua de Salud, Alto de Jesús, Cerro Pelado, El Bale, El Paredón, El Piro, Guayabito, Güibale             | Buenos Aires         |